# Karanci
Karanci (bułg. Каранци) – wieś w Bułgarii, w obwodzie Wielkie Tyrnowo, w gminie Połski Trymbesz. W 2024 roku liczyła 265 mieszkańców.